# Hotel F1

Logo der Hotelkette

Hotel F1 (Eigenschreibweise hotelF1) ist eine Low-Cost-Hotelkette des französischen Konzerns Accor. Sie wurde 1984 ins Leben gerufen und ist heute mit etwa 150 Hotels nur noch in Frankreich vertreten.

## Geschichte

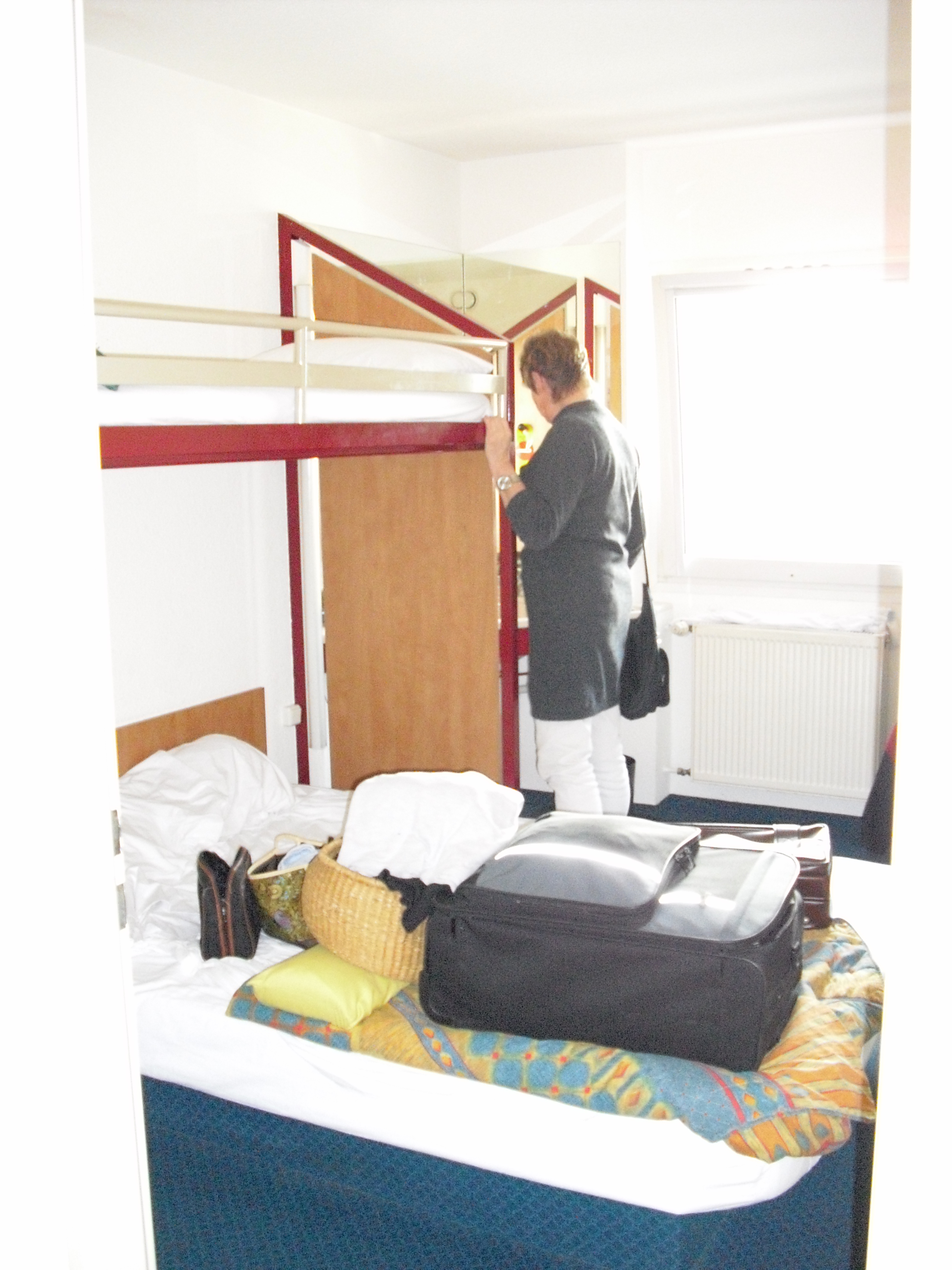
Ein älteres Zimmer mit der typischen Einrichtung der Hotels F1.

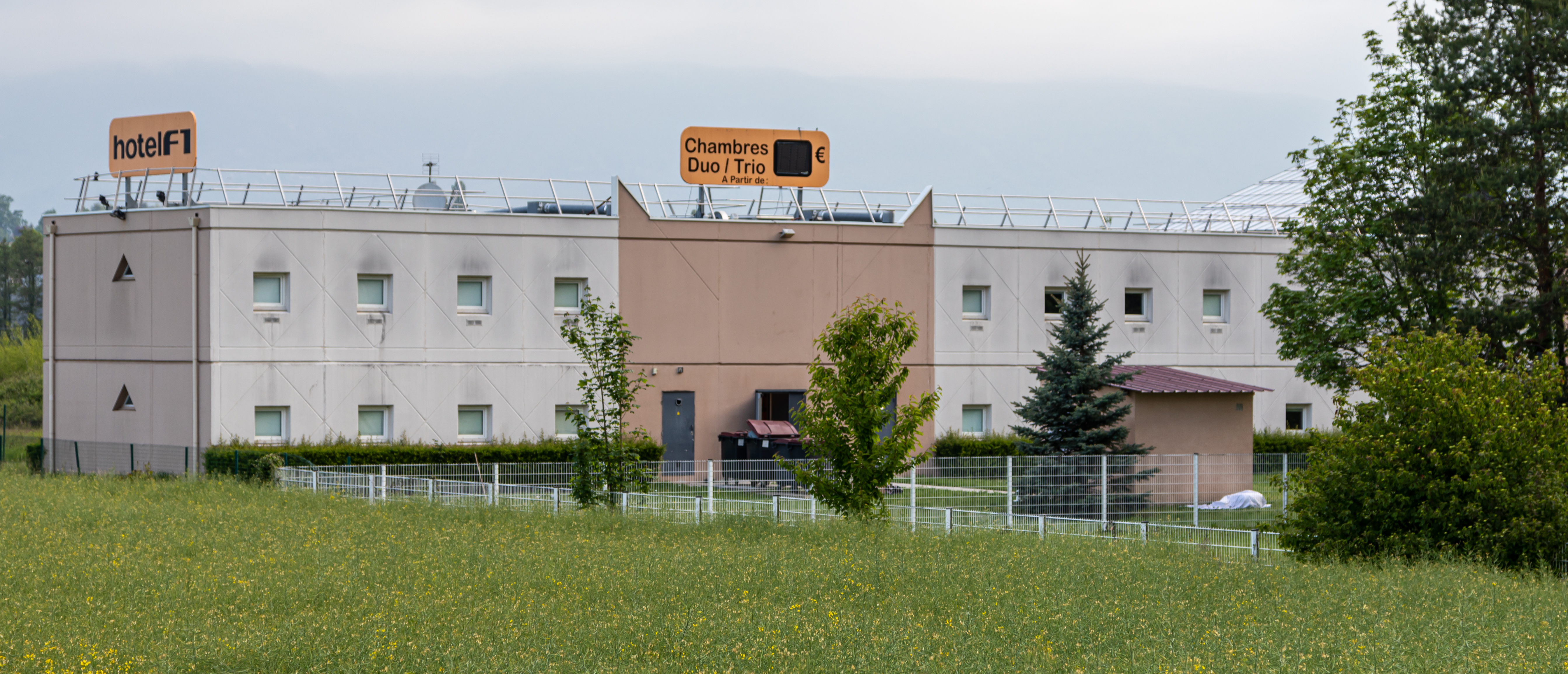
Ein Hotel der Kette in Ferney-Voltaire.

In den 1980er Jahren etablierten sich rentable Budget-Hotels in Frankreich. Daher gründete Accor (damals noch unter der Firma SIEH) im Jahr 1984 die Hotelkette Formule 1. Das Unternehmen war mit Ibis, Mercure und Novotel bereits Marktführer in Europa. Das erste Haus eröffnete Formule 1 in Évry bei Paris, 1985 folgte ein zweites an der Autoroute A6 bei La Salle im Arrondissement Mâcon. Formule 1 verzichtete von Beginn an auf zahlreiche Zusatzleistungen, wodurch der Übernachtungspreis auf ein Minimum gesenkt werden konnte. Darüber hinaus begann man beispielsweise schon Ende der 1980er Jahre, Automaten für den Check-in aufzustellen und so zusätzliche Kosten zu sparen.
Die Zeit beschrieb das Konzept von Formule 1 als „schlicht aber billig“, die WirtschaftsWoche erkannte in der „Formule-1-Formel“ eine Innovation im Markt. Bis in die 1990er Jahre kam Formule 1 bereits auf 240 Hotels. Der Erfolg in Frankreich veranlasste Accor, mit der Hotelkette in Deutschland zu experimentieren. Das mit drei Standorten gestartete Pilotprojekt erreichte eine überdurchschnittliche Auslastung, woraufhin die Formule 1 bundesweit eingeführt wurde. In den nächsten Jahren sollten von 1000 neuen Hotels in Europa rund 100 in Deutschland entstehen. 1995 startete Formule 1 mit einem Hotel in Magdeburg eine größere Offensive auf dem deutschen Markt.
Die Hotelkette spielte eine entscheidende Rolle beim Umbau von Accor in den 1990er Jahren. Auf internationaler Ebene wurde Formule 1 mit den Etap- und Ibis-Hotels in der Tochtergesellschaft Sphere International zusammengefasst. 2008 gaben die Betreiber eine umfassende Modernisierung der Hotelkette bekannt, die auch die Einführung von Hotel F1 als neue Marke umfasste. Investitionen in Technik und Ausstattung der Häuser wurden mit dem Verkauf von rund 100 Budget-Hotels finanziert. Ein Jahr später veräußerte Accor weitere Hotels von Hotel F1 und mietete sie zurück, um die Verschuldung zu reduzieren. Dies wiederholte sich im Jahr 2017. 2016 zählten die Häuser der Kette sieben Millionen Gäste.

## Standorte
In den letzten Jahren wurde die internationale Präsenz von Hotel F1 schrittweise zurückgebaut. Viele Hotels der Kette kamen unter das Dach anderer Marken von Accor, beispielsweise Ibis budget. Heute ist Hotel F1 nur noch in Frankreich anzutreffen. Dort betreibt die Kette mit Stand 2022 etwa 150 Häuser. Zu den Standorten zählen sowohl touristische als auch städtische Destinationen. Hotel F1 ist unter anderem in allen zehn größten Städten Frankreichs vertreten.